# Overtures
Overtures es un grupo musical de heavy metal y power metal italiano, fundado en el año 2003 en Gorizia por el vocalista Michele Guaitoli, Luka Klanjscek, Marco Falanga, Marko Klanjscek y Daniele Piccolo.

## Biografía
La banda se fundó en 2003 en Gorizia. En el año 2005 realizó su primera demo, producido por Andrea Rigonat. En el 2007 la banda llamó el interés de la discográfica Videoradio que distribuyó su primer álbum Beyond the Waterfall. Los derechos del disco fueron adquiridos posteriormente por la discográfica alemana Rock it Up Records en el 2008, lanzando a Overtures al panorama internacional. En el 2009 la banda participó al segundo tributo oficial a Running Wild "ReUnation" con Pirate Song. En el 2010 Overtures encontraron un nuevo acuerdo discográfico con la discográfica griega Sleaszy Rider Records que lanzó en el mismo año el segundo álbum Rebirth, el cual tiene también un videoclip para la canción Fly, Angel. Posteriormente, en 2012 hicieron su primera gira por Europa. De vuelta de la experiencia europea la banda se puso a grabar un nuevo álbum. En mayo de 2013 publicaron el álbum Entering the Maze, el cual contiene un videoclip de Savior. El disco acogió una buena crítica, lo que hizo que la banda tuviera otro tour Europeo: el primero en el 2012 siendo teloneros de los brasileños Almah y los italianos Secret Sphere en el BrazItalian European Tour; el segundo en el 2013 haciendo de teloneros de los británicos Threshold. La band afrontó además en 2014 dos mini-tour por la zona Este de Europa. En 2016 publicaron el álbum Artifacts. Un año después el guitarrista fundador del grupo Marco Falanga decidió dejar la banda para motivos personales, entrando en su lugar Massimiliano Pistore.

## Formación

### Miembros actuales
- Michele Guaitoli – voz (2003-presente)
- Massimiliano Pistore – guitarra (2017-presente)
- Luka Klanjscek – bajo (2003-presente)
- Andrea Cum – batería (2007-presente)

### Miembros antiguos
- Marco Falanga - guitarra (2003-2017)
- Marko Klanjscek – batería (2003-2007)
- Daniele Piccolo – guitarra  (2003-2012)
- Stefano De amor – guitarra (2012)
- Adriano Crasnich – guitarra (2012-2015)

## Discografía

### Álbumes de estudio
- 2008: Beyond the Waterfall (Rock it up Records, Videoradio)
- 2011: Rebirth (Sleaszy Rider Records)
- 2013: Entering the Maze (Sleaszy Rider Records)
- 2016: Artifacts (Sleaszy Rider Récords)

### Vídeos musicales
- 2011: Fly, Angel
- 2013: Savior